# Зоряний приплив
«Зоряний приплив» (англ. Startide Rising, інший варіант назви — «Підіймається зоряний приплив») — науково-фантастичний роман американського письменника Дейвіда Бріна, виданий в 1983 році. Ранній роман, який приніс автору популярність і визнання читачів та критики, багато в чому визначивши його подальший життєвий шлях, і який в наш час, як і раніше, залишається популярним. Роман отримав всі три головні американські премії жанру — Неб'юла (1983), Г'юго (1984) та Локус (1984). Є другою книгою у трилогії циклу «Сага про Піднесення»,.

## Сюжет
2489 рік нашої ери. Корабель з Землі під назвою «Стрімкий», у складі якого знаходяться люди, а також «піднесені» людьми раси дельфінів і шимпанзе, натикаються на кинутий флот, який скоріш за все належить легендарній расі прабатьків, яку вважають першою розумною расою у галактиці, що поклала початок Піднесення. Внаслідок корабель стає об'єктом для переслідування флотами інших розумних рас. Ховаючись від переслідування, пошкоджений корабель опиняється на планеті Китруп. Однак на планеті перед екіпажем постає чимало проблем, а сама планета зберігає багато таємниць.\
Роман описує зміни різних точок зору від персонажа до персонажа, від людей до дельфінів, кількох інопланетних рас, які намагаються знищити, захопити або допомогти «Стрімкому». Це дозволяє читачеві отримати деяке уявлення про те, як екіпаж «Стрімкого» вписується в ширший контекст галактичних справ.

## Історія створення
Вже перший роман циклу, «Стрибок до Сонця» (1981 рік), був добре прийнятий як читачами так і критикою. Але саме роман «Зоряний прилив», який вважається найкращим в циклі, приніс своєму авторові популярність. Для обкладинки була використана ілюстрація, яку спеціально для роману створив художник Джим Бернс. На відміну від багатьох інших творів жанру «космічна опера», роман відрізнявся глибокою продуманістю і складністю схеми побудови галактики і взаємодії рас, що її населяють. Основу сюжету становить конфлікт між «старими» расами і молодою (за галактичним мірками) расою людей. У своїх романах Брін ввів поняття Піднесення (англ. Uplift) — процесу, завдяки якому нерозумні раси отримують розум від своїх наставників — патронів.
Великий успіх роману «Зоряний прилив» був закріплений виходом третього роману циклу — «Війна за Піднесення» (1987), отримав премію «Г'юго». Через вісім років автор повернувся до циклу, написавши другу трилогію, до якої увійшли романи «Риф яскравості» (1995), «Берег нескінченності» (1996) і «Небесні простори» (1997), а також повість «Спокуса» (1999). Однак успіх романів першої трилогії повторити не вдалося.
Також в 2002 році вийшла в світ присвячена циклу енциклопедія «Contacting Aliens: An Illustrated Guide To David Brin's Uplift Universe».
Роман неодноразово перевидавався англійською мовою і був переведений на багато інших мов.

## Нагороди і номінації
- Премія «Неб'юла» за найкращий роман: 1983 рік (переможець)
- Премія «Г'юго » за найкращий роман: 1984 рік (переможець)
- Премія «Локус» за найкращий науково-фантастичний роман: 1984 рік (переможець)

## Переклади
Українською мовою роман можна читати онлайн в інтернет виданні Dozimetr
Вперше російською мовою роман був опублікований у 1995 році у перекладі Олександра Грузберга. В цьому перекладі роман перевидавався двічі — в 1998 і 2002 роках..